# Măicănești
Măicăneşti é uma comuna romena localizada no distrito de Vrancea, na região de Moldávia. A comuna possui uma área de 145.00 km² e sua população era de 4906 habitantes segundo o censo de 2007.